# Jean-Louis Méchali
Jean-Louis Méchali (* 11. Mai 1947 in Casablanca) ist ein französischer Jazzmusiker (Schlagzeug, Perkussion, Vibraphon, Marimba, Komposition) und Musikproduzent.
Méchali absolvierte eine klassische Ausbildung als Schlagwerker und gründete dann mit seinem jüngeren Bruder, dem Bassisten François Mechali, das politisch motivierte Cohelmec Ensemble, mit dem er mehrere Alben vorlegte, auf dem Montreux Jazz Festival 1972 auftrat und sich an Antoine Duhamels Jugendoper Les travaux d’Hercule beteiligte (1981). Unter eigenem Namen veröffentlichte er mehrere Tonträger. Daneben trat er auch im Ensemble New School (Fernsehmitschnitt 1971), im Septet Machi Oul von Manuel Villarroel (und der Machi Oul Big Band) und im Trio von Mico Nissim auf. Seit den 1980er Jahren konzentrierte er sich auf die Komposition und Aufführung von Theatermusiken. 2001 war er Mitbegründer der Compagnie Lutherie Urbaine, die sich auf zeitgenössisches Musiktheater und Instrumentenbau konzentriert; er ist deren künstlerischer Leiter. Auch ist er auf Alben von Claudine François, von Les Urbs und des Henri Roger Trio zu hören.

## Diskographische Hinweise
- Berceuses Mécaniques, Conservatoire autonome des boîtes a musique / Genève (Le Chant du Monde 1971)
- Tie-Break (Le Chant du Monde 1987, mit Jacques Labarrière, Jean-Jacques Avernel)
- Ciné Club (Quoi de Neuf Docteur 1993)
- Nhanssala (Metal Satin 2003)
- Liboma Minghi (Metal Satin 2004)
- Sharp Sharp (Metal Satin 2010)